# Kaj Kajander
Kaj Kajander (* 22. Oktober 1924 in Helsinki; † 10. Januar 1991 ebenda) war ein finnischer Heraldiker.

## Leben
Kajander studierte an der Universität Helsinki Mathematik und Naturwissenschaften. In der Armee war er Reserve-Leutnant. Er war ein Gründungsmitglied der Heraldischen Gesellschaft von Finnland neben dem Heraldiker Ahti Hammar im Jahr 1957.
Er entwarf und überarbeitete viele finnische Gemeindewappen. Sein Vorbild auf dem Gebiet war der Heraldiker Gustaf von Numers.